# František Mareš (diskžokej)

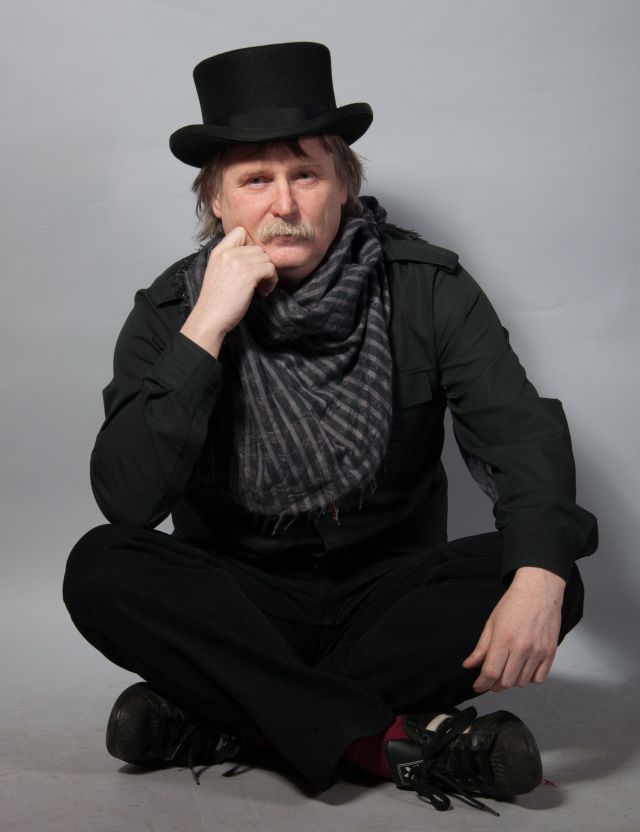

František Mareš (16. března 1960, Strakonice) je profesionální diskžokej, moderátor, producent, sběratel autogramů slavných osobností. 22. prosince 2008 oslavil 30 let své kariéry diskžokeje a odehrál již přes 3000 diskoték.
Po vyučení v OU ČZM Strakonice (1975–1978) a základní vojenské službě v Plzni (1979–1981) pracoval v oboru v nástrojárně ČZM Strakonice, poté jako montér brusek, pracovníkem ekologické stanice a vedoucím výdejny ve strojírně tamtéž (1981–1997). Absolventem večerní SPŠ ve Strakonicích (1981–1983). Zároveň amatérským DJ (od roku 1985), poté získal profesionální licenci (1988) a jako profesionální DJ (1998–dosud).
Interní spolupráce s rádii Prácheň (1995), kde uváděl pořad Detektor (hosté různých profesí), Český rozhlas České Budějovice (1995), zde moderátor pořadu Hity ze zapomnění. Na základě úspěchu pořadu autorem (včetně průvodních textů) a producentem kolekce CD stejného názvu (rockové písně na hudebních nosičích dosud neuvedené), do níž patří Rockové legendy I a II (1995), Fantom, Kouzelník Elemon (1995), Rockové legendy pokračují (1996), Rockové Legendy se loučí (1996). Za propagaci a prodej této kolekce CD obdržel Zlatou desku (1996).
V tisku Jihočeská pravda publikoval mimo jiné Dvacet vyvzdorovaných sezon skupiny Parkán (1995), v Našich novinách seriál článků Hudební kaleidoskop F. M. o kapelách na Strakonicku (1990–1992), v listech Strakonicka publikoval pravidelný seriál Top Ten Františka Mareše, ve kterém představoval hitparádu nejlepších písniček v regionu.
Organizátor přehlídek okresních rockových kapel Benátská noc v Katovicích (1989–1992) a moderátorem Plesů květin ve Strakonicích (1995–2005), na kterých uváděl velikány české moderní hudby (Marta Kubišová, Karel Kahovec, Petr Novák, Katapult aj.). Dlouholetá spolupráce se skupinami Katapult, Olympic, kterým dělal "předskokana".
Hráčem fotbalových týmů ČZ Strakonice, Lokomotiva Plzeň, JZD Přešťovice, Radošovice, SK Strakonice, Sousedovice (včetně hostování za Balvany Strakonice), Cehnice. 

## Dílo
- MC - Hity ze zapomnění (1993)
- MC - Hity ze zapomnění 2 (1995)
- CD - Hity ze zapomnění - Rockové legendy (1995)
- CD - Hity ze zapomnění 3 - Rockové legendy pokračují (1995)
- CD - Hity ze zapomnění 4 - Rockové legendy se loučí (1995)
- CD - Fantom– Kouzelník Elemon (1995)
- CD - Pauza – Pěšák (1995)
- CD - Parkán – Historia (1995)
- Publikace - Zpěvník písní skupiny Pauza (1996)
- CD - M. C. Řepáci Techno - Dechno (1996)
- CD - Šafrán – Obraz 1978-96 (1996)
- CD - Telex – Punk Radio Best Of (1996) – zařazeno do mezinárodní encyklopedie CD Kytary a řev aneb Co bylo za zdí (2002)
- DVD - Telex - Story (1997)
- CD - Anča band – Svině v kině (1997)
- CD - Bůh anebo ďábel - Nikdo do nás nevidí (1997)
- DVD - Bůh anebo ďábel - Nikdo do nás nevidí (1997)
- CD - Projektil– Zpátky do Zahrady ticha - Best of (1998)
- CD - Telex – Takový to bylo ... (2002)
- CD - Telex – Punk Radio Best Of (2008) nové vydání
- CD - 30 let diskoték DJ Františka Mareše (2008)
- DVD - Návrat legend (2008)
- Publikace - Namátková historie rocku ve Strakonicích (2009)
- Publikace - Bonton Album Story 1978-1980 (2009)
- CD - Bonton - Křídou přísně bílou (2010)
- DVD - Bonton - Definitivně poslední vystoupení (2010)
- CD - Jan Tyl a Přátelé - Obklíčen jsem ... (2015)
- DVD - Jan Tyl a Přátelé - Live in Doubravice (2015)
- Publikace - Návrat legend comeback (2017)
- DVD - Návrat legend comeback 2017 (2018)
- CD - Recept - Historie (2018)